# 圣安托万 (吉伦特省)
圣安托万（法語：Saint-Antoine，法語發音：[sɛ̃t‿ɑ̃twan]）是法国吉伦特省的一个旧市镇，属于布莱区。2016年，圣安托万与邻近的2个市镇合并为新市镇瓦勒德维尔韦。

## 地理
圣安托万（45°0'58"N, 0°25'22"W）面积0.2 平方千米，位于法国新阿基坦大区吉倫特省，该省份为法国西南部沿海省份，是法國本土面积最大的省，北起滨海夏朗德省，西临大西洋，南至朗德省，东南接洛特-加龍省，东临多爾多涅省。
与圣安托万接壤的市镇（或旧市镇、城区）包括：维尔萨克。

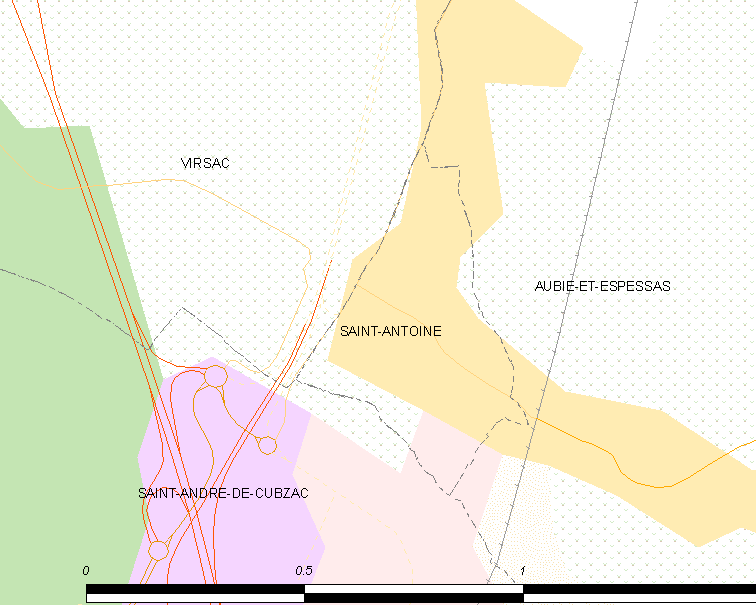
的OSM定位图

圣安托万的时区为UTC+01:00、UTC+02:00（夏令时）。

## 行政
圣安托万的邮政编码为33240，INSEE市镇编码为33371。

## 政治
圣安托万所属的省级选区为北吉伦特县。

## 人口

1962-2008年间人口变化图示

圣安托万于2018年1月1日时的人口数量为418人。